# I’ve Been Losing You
«I’ve Been Losing You» (в переводе с англ. — «Я потерял тебя») — песня норвежской группы A-ha, первый сингл с их второго студийного альбома Scoundrel Days. Песня заняла первое место в норвежском чарте и восьмое — в британском. Всего было продано более 1,1 миллиона копий.
Би-сайдом к синглу стала песня «This Alone Is Love» (в более сырой версии, чем та, которая вошла на альбом Stay on These Roads), преобразованная из другой песни, записанной Воктором и Фурухольменом во время их участия в группе Bridges.

## Список композиций
Все треки спродюсированы Воктором и Фурухольменом
7": Warner / W8594 (UK)
1. «I’ve Been Losing You» (edit)
2. «This Alone Is Love» (1986 version)

Трек 1 короче, чем в альбоме, и не содержит в себе коду после заключительного припева.
12": Warner / W8594T (UK)
1. «I’ve Been Losing You» (extended) — 6:58
2. «I’ve Been Losing You» (dub) — 4:25
3. «This Alone Is Love» (1986 version) — 4:30

## Позиции в чартах
| Чарт (1986)             | Высшая позиция |
| ----------------------- | -------------- |
| Austrian Singles Chart  | 20             |
| French Singles Chart    | 14             |
| German Singles Chart    | 15             |
| Irish Singles Chart     | 3              |
| Italian Singles Chart   | 11             |
| Norwegian Singles Chart | 1              |
| Swedish Singles Chart   | 11             |
| Swiss Singles Chart     | 16             |
| UK Singles Chart        | 8              |